# Qadr Amini
Qadr Amini (ur. 26 stycznia 1990 w Harare) – Zimbabwejski piłkarz grający na pozycji środkowego obrońcy. Od 2017 jest zawodnikiem klubu Ngezi Platinum FC.

## Kariera klubowa
Swoją karierę piłkarską Amini rozpoczął w klubie Gunners FC. W sezonie 2009 zadebiutował w jego barwach w pierwszej lidze zimbabwejskiej. W debiutanckim sezonie wywalczył z nim mistrzostwo Zimbabwe. W 2012 roku odszedł do FC Platinum. W 2014 roku zdobył z nim Puchar Zimbabwe. W 2015 roku grał w Dynamos FC, z którym został wicemistrzem kraju. W 2016 roku był zawodnikiem How Mine FC. W 2017 przeszedł do Ngezi Platinum FC. W sezonie 2018 wywalczył z nim wicemistrzostwo Zimbabwe.

## Kariera reprezentacyjna
W reprezentacji Zimbabwe Amini zadebiutował 4 sierpnia 2010 roku w przegranym 0:2 towarzyskim meczu z Botswaną, rozegranym w Selebi-Phikwe.